# Katsute Mahō Shōjo to Aku wa Tekitai Shiteita
Katsute Mahō Shōjo to Aku wa Tekitai Shiteita (かつて魔法少女と悪は敵対していた。 lit. La chica mágica y el malvado teniente solían ser archienemigos?), también conocida como The Magical Girl and the Evil Lieutenant Used to Be Archenemies en inglés, es una serie de manga japonesa de cuatro paneles escrita e ilustrada por Cocoa Fujiwara. Fue serializado en la revista Monthly Gangan Joker de Square Enix desde septiembre de 2013 hasta marzo de 2015, con sus capítulos recopilados en tres volúmenes de tankōbon. Se ha anunciado una adaptación de la serie de televisión anime producida por Bones que se estrenó en julio a septiembre de 2024.

## Personajes
Mira (ミラ?)
 Seiyū: Yūki Ono
Byakuya Mimori (深森 白夜 Mimori Byakuya?)
 Seiyū: Mai Nakahara
Gato Familiar (御使い（猫） Mitsukai (Neko)?)
 Seiyū: Shin-ichiro Miki
Hibana Kagari (篝 火花 Kagari Hibana?)
 Seiyū: Mariya Ise
Pajaro Familiar (御使い（鳥） Mitsukai (Tori)?)
 Seiyū: Hikaru Midorikawa
Fomalhaut (フォーマルハウト Fōmaruhauto?)
 Seiyū: Kenichi Suzumura
Bellatrix (ベラトリックス Beratorikkusu?)
 Seiyū: Ayako Kawasumi
Alcyone (アルキオネ Arukione?)
 Seiyū: Hiro Shimono
Spica (スピカ Supika?)
 Seiyū: Nao Tōyama
Sadalsudh (サダルスウド Sadarusuudo?)
 Seiyū: Takumi Yamazaki
Betelgeuse (ベテルギウス Beterugiusu?)
 Seiyū: Takaya Hashi

## Contenido de la obra

### Manga
La obra fue escrito e ilustrado por Cocoa Fujiwara, Katsute Mahō Shōjo to Aku wa Tekitai Shiteita comenzó a serializarse en la revista Monthly Gangan Joker de Square Enix el 21 de septiembre de 2013. La serie quedó inconclusa tras la muerte de Fujiwara el 31 de marzo de 2015, y el capítulo se publicó el 20 de marzo sirviendo como final. El tercer y último volumen del tankōbon se publicó póstumamente el 22 de marzo de 2016, después de consultar con su familia.

### Anime
Avex Pictures anunció una adaptación de la serie de televisión de anime durante su panel Anime NYC el 17 de noviembre de 2023. Será producida por Bones y dirigida por Akiyo Ohashi, con guiones escritos por Yuniko Ayana, diseños de personajes a cargo de Haruko Iizuka y música compuesta por Mayuco. Yūki Ono, Mai Nakahara, Shin-ichiro Miki, Mariya Ise y Hikaru Midorikawa están retomando sus papeles de voz de la adaptación dramática en CD lanzada en 2015. La serie se estrenó el 9 de julio de 2024 en Tokyo MX y otras cadenas. Crunchyroll obtuvo la licencia de la serie fuera de Asia.